# Tân An, Thanh Hà
Tân An là một xã thuộc huyện Thanh Hà, tỉnh Hải Dương, Việt Nam.
Xã có diện tích 6,3 km², dân số năm 1999 là 6.165 người, mật độ dân số đạt 979 người/km².

## Nhân vật lịch sử
- Quận He Nguyễn Hữu Cầu - làng Lôi Động.
- Nguyễn Như Ngu, tiến sĩ nho học
- Yết Kiêu, Tân An là quê ngoại của ông - làng Lang Động.